# قره‌آغاج (شهرستان تاق‌تاگل)
قره‌آغاج (به لاتین: Kara-Jygach) یک منطقهٔ مسکونی در قرقیزستان است که در شهرستان تاق‌تاگل واقع شده‌است. قره‌آغاج ۲٬۲۷۱ نفر جمعیت دارد و ۹۲۰ متر بالاتر از سطح دریا واقع شده‌است.